# Nguyễn Văn Hoa
Nguyễn Văn Hoa (sinh năm 1960) là thẩm phán cao cấp người Việt Nam. Ông hiện giữ chức vụ Chánh án Tòa án nhân dân tỉnh Vĩnh Phúc. 

## Tiểu sử
Nguyễn Văn Hoa sinh năm 1960, quê quán tại thị trấn Thổ Tang, huyện Vĩnh Tường, tỉnh Vĩnh Phúc.
Ông có bằng Cử nhân Luật.
Ông là đảng viên Đảng Cộng sản Việt Nam.
Ngày 1 tháng 9 năm 2016, Nguyễn Văn Hoa, Phó Chánh án Tòa án nhân dân tỉnh Vĩnh Phúc, được trao quyết định bổ nhiệm giữ chức vụ Chánh án Tòa án nhân dân tỉnh Vĩnh Phúc (Quyết định số 1018/QĐ-TCCB ngày 31 tháng 8 năm 2016 của Chánh án Tòa án nhân dân tối cao Việt Nam), nhiệm kì 5 năm, thay cho ông Trần Hồng Hà chuyển công tác làm Đại biểu Quốc hội Việt Nam khóa 14 và Uỷ viên thường trực Uỷ ban Pháp luật của Quốc hội khóa 14. Ông Đỗ Anh Cường, sinh năm 1974, Chánh án Tòa án nhân dân thành phố Vĩnh Yên, tỉnh Vĩnh Phúc cũng được Chánh án Tòa án nhân dân tối cao Việt Nam bổ nhiệm giữ chức vụ Phó Chánh án Tòa án nhân dân tỉnh Vĩnh Phúc (Quyết định số 1019/QĐ-TCCB ngày 31/8/2016).
Ngày 17 tháng 4 năm 2018, ông được Chủ tịch nước Việt Nam Trần Đại Quang bổ nhiệm chức danh Thẩm phán cao cấp.
Hiện nay (2018), ông đang là Chánh án Tòa án nhân dân tỉnh Vĩnh Phúc.